# Distretto di Kishim
Il distretto di Kishim è un distretto dell'Afghanistan appartenente alla provincia di Badakhshan. Viene stimata una popolazione di 40 982 abitanti (stima 2016-17).